# 農民協同党
農民協同党（のうみんきょうどうとう）は、衆議院の院内会派の新政治協議会が解消された後の1949年12月9日に、農民新党の議員を中心に結成された日本の政党。代表は松本六太郎、書記長は河口陽一であった。
1950年6月の第2回参議院議員通常選挙では、東隆、松浦定義(いずれも北海道地方区)、石川清一(全国区)の3名が当選した。
1952年2月に議員の多数が、国民民主党や新政クラブとともに改進党の結成に参加した。
改進党に参加しなかった議員(小平忠、羽田野次郎、東隆)は、1952年7月に平野力三らの社会民主党と合同して、協同党を結成した。